# Indestructible (álbum de Disturbed)
Indestructible é o quarto álbum de estúdio da banda Disturbed, lançado a 2 de Junho de 2008.
O álbum vendeu na primeira semana 253 mil cópias. É também o terceiro disco da banda a estrear-se no nº 1 na Billboard 200, e a manter-se no topo da mesma por cinco semanas seguidas, tornando-se numa das seis bandas de sempre a conseguir esse feito.

## Faixas
Todas as músicas escritas por David Draiman, Dan Donegan, Mike Wengren e John Moyer
1. "Indestructible" – 4:38
2. "Inside the Fire" – 3:52
3. "Deceiver" – 3:49
4. "The Night" – 4:46
5. "Perfect Insanity" – 3:57
6. "Haunted" – 4:42
7. "Enough" – 4:20
8. "The Curse" – 3:25
9. "Torn" – 4:09
10. "Criminal" – 4:16
11. "Divide" – 3:36
12. "Façade" – 3:45

### Faixas bónus
1. "Run" – 3:13
2. "Parasite" – 3:25
3. "Stricken" (Ao vivo na Riviera) – 4:27
4. "Down with the Sickness" (Ao vivo na Riviera) – 5:14
5. "Just Stop" (Ao vivo na Riviera) – 3:51
6. "Stupify" (Ao vivo na Riviera) – 4:22

## Créditos
- David Draiman – Vocal, co-produtor
- Dan Donegan – Guitarra, produtor
- John Moyer – Baixo
- Mike Wengren – Bateria, co-produtor